# Tolmeita
Tolmeita (en arabe : طلميثة) est une petite ville au nord-est de la Libye, située à 110 km de Benghazi.
Son nom vient du Πτολεμαΐς, nom de la cité antique Ptolemaïs, dont les ruines sont situées à proximité.